# Russische strijdkrachten

Wapenschild van de Russische strijdkrachten

Militaire erewacht

De Russische strijdkrachten, sinds 1992 officieel Strijdkrachten van de Russische Federatie (Russisch: Вооружённые силы Российской Федерации; Vooroezjjonnye sily Rossijskoj Federatsii) genoemd, is de benaming voor het Russische leger. Het huidige leger werd geformeerd in 1992 na het uiteenvallen van de Sovjet-Unie. De opperbevelhebber van de strijdkrachten is de president van de Russische Federatie. Het ministerie van Defensie vormt het bestuurlijke orgaan van het krijgswezen.

## Organisatie
De Russische strijdkrachten zijn onderverdeeld in de volgende eenheden:
- Landmacht (SV)
- Marine (VMF)
- Luchtmacht (VVS)
- Strategische Raketstrijdkrachten (RVSN)
- Ruimtestrijdkrachten (KV)
- Luchttroepen (VDV)

### Landmacht
De landmacht is bestuurlijk verdeeld over een aantal militaire districten (ev.: военный округ; vojenny okroeg). Deze vallen onder het commando van een districthoofdkwartier met een districtscommandant, die ondergeschikt zijn aan de minister van Defensie. Momenteel zijn er zes militaire districten:
- militair district Moskou (Московский) - oblast Moskou en Moskou
- militair district Leningrad (Ленинградский) — oblast Leningrad en Sint-Petersburg
- militair district Noord-Kaukasus (Северо-Кавказский) — Noordelijke Kaukasus
- militair district Wolga-Oeral (Приволжско-Уральский) — Gebied rond de Wolga en de Oeral
- Siberisch militair district (Сибирский) — Siberië
- militair district Verre Oosten (Дальневосточный) — Russische Verre Oosten

oblast Kaliningrad vormt een apart militair district.

### Marine
De marine bestaat uit vier vloten:
- Baltische Vloot (HQ in Baltiejsk in oblast Kaliningrad).
- Pacifische Vloot (of Grote-Oceaanvloot of Stille-Oceaanvloot) (HQ in Vladivostok).
- Noordelijke Vloot (HQ in Moermansk).
- Zwarte Zeevloot (HQ in Sevastopol).

#### Generale Staf
Vanaf de Sovjettijd heeft de Generale Staf gefungeerd als het belangrijkste bevelsvoerende en controlerende lichaam van de Russische strijdkrachten. De rol van de Generale Staf is echter nu bezig te verminderen naar dat van het departement van strategische planning. De minister van Defensie heeft nu meer uitvoerende macht gekregen over de troepen. Andere departementen omvatten het Directoraat Personeel en de departementen van hulptroepen, spoortroepen en de genie.

#### Speciale eenheden
Naast de eigenlijke strijdkrachten bestaan parallel daaraan afzonderlijke speciale eenheden als de SVR, OMON, SOBR/OMSN, ALFA, GROe, Vympel, OSNAZ, Kaskad, Bogatyr en een aantal andere eenheden die gedeeltelijk onder bevel staan van de FSB. Deze eenheden omvatten meer dan 100.000 man en hebben de beschikking over zware wapens als helikopters en tanks.

## Middelen
| Strijdkrachten van de Russische Federatie                                                                   |                                                                     |
| Beschikbare strijdkrachten                                                                                  |                                                                     |
| dienstleeftijd:                                                                                             | 18-27 jaar¹                                                         |
| Beschikbaarheid (mannen 18-49 jaar): - Waarvan geschikt: - Jaarlijks aantal dat militaire leeftijd bereikt: | 35.247.049 (sch. 2005) 21.049.651 (sch. 2005) 1.286.069 (sch. 2005) |
| Actieve troepen:                                                                                            | 1.130.000 (4e van de wereld)                                        |
| Militaire uitgaven                                                                                          |                                                                     |
| Absoluut:                                                                                                   | 28,4 mrd. dollar (sch. 2006)                                        |
| Percentage van BNP:                                                                                         | 3,8% (2006)                                                         |
| ¹ duur: 1 jaar voor landmacht, 2-3 jaar voor respectievelijk de luchtmacht en marine.                       |                                                                     |

De beschikbare mankracht lag op ongeveer 35 miljoen in 2005. Volgens Russische rapporten was er in het financiële jaar 2002 een verhoging van ongeveer 40% in de aankoop van wapens, die echter volstrekt onvoldoende is voor het herstel van de budgettekorten die ontstonden in de jaren 90. Hierdoor exporteren Russische wapenproducenten als Izjmasj en Oeralmasj veel meer wapens naar opkomende landen als India en de Volksrepubliek China, dan dat ze wapens verkopen aan het Russische leger. In 2005 werd er voor 5 miljard euro verkocht aan wapens naar het buitenland, waarvan 70% aan India en China. In 2005 werden ongeveer 330.000 man opgeroepen voor militaire dienst door middel van twee oproepen per jaar. Ondanks het feit dat dienstplichtigen twee jaar dienst moeten doen, doet slechts 9% dit in de praktijk (volgens het ministerie van Defensie). In 2008 moest dit teruggebracht zijn naar een jaar.
De Russische strijdkrachten hebben ook vrouwen in dienst, maar deze zijn sterk ondervertegenwoordigd. In 2005 waren er naar schatting 90.000 vrouwen in dienst verspreid over verschillende legerdiensten. Vrouwen werken vaak binnen de ondersteunende diensten, meestal binnen takken als verpleging, communicatie en techniek.
De rangen van de Russische strijdkrachten staan ook open voor niet-Russische burgers uit het GOS, met als beperking dat ze niet binnen elite eenheden of geheime eenheden mogen dienen. Het voordeel van dienst in het Russische leger voor hen is dat ze na afloop de Russische nationaliteit kunnen bemachtigen.

### Defensie-industrie
Ongeveer 70% van de Russische defensiebedrijven ligt op Russisch grondgebied. Een groot aantal van de staatsdefensiebedrijven staan er echter financieel zeer slecht voor als gevolg van het uitblijven van staatsorders en onvoldoende staatsgelden voor de omschakeling naar productie voor de consumentenmarkt. Daarnaast is er te weinig geld voor het uitkeren van de lonen. Veel staatsbedrijven zijn echter al geprivatiseerd en/of zijn samenwerkingsverbanden aangegaan met bedrijven uit andere landen. De kosten voor het produceren van vergelijkbare wapens ligt in Rusland ongeveer 3 tot 5 keer zo laag als in de Verenigde Staten. Bekende bedrijven zijn onder andere Oeralvagonzavod (tanks) en IzjMech (geweren als de kalasjnikov).
In 2005 overstegen de Russische uitgaven voor nieuwe wapens het eerst die van de export van wapens naar het buitenland (toen omgerekend 6,5 miljard dollar).

## Kernwapens
Binnen de Russische militaire doctrine wordt strategische nucleaire wapenkracht gezien als de speerpunt van de verdediging tegen een mogelijke inval door een wereldmacht als de NAVO of de Volksrepubliek China. Vanwege deze reden kregen de Strategische Raketstrijdkrachten, die hiermee werken, in tegenstelling tot andere legeronderdelen, die door gebrek aan gelden sterk verzwakten, wel voldoende gelden gedurende de crisisjaren 90. Rusland heeft momenteel met 6.490 kernkoppen
de grootste voorraad nucleaire wapens ter wereld. Het aantal intercontinentale ballistische raketten (ICBM's) dat in actieve dienst is, is echter sterk gedaald na het uiteenvallen van de Sovjet-Unie. Dit was gedeeltelijk vanwege wapenverminderingovereenkomsten met de VS en gedeeltelijk vanwege onvoldoende geld voor het onderhoud ervan. Er is echter een nieuw wapenprogramma voor raketten die raketschilden moeten kunnen doorbreken. Deze RT-2UTTH Topol M-raketten zijn naar eigen zeggen in staat om elk antiraketsysteem op aarde te doorbreken, waaronder de National Missile Defense van de VS. Deze raket kan van koers veranderen in de lucht en in de ruimte en zou moeten worden gelanceerd van mobiele Topol-M voertuigen en onderzeeërs.
Vanwege het risico van het vallen van Russische atoomkennis in de handen van terroristen of criminelen, hebben Amerikaanse instellingen als het Pentagon grote financiële steun verleend aan de Russische nucleaire eenheden vanaf de val van de Sovjet-Unie. Een gedeelte van dit geld werd gebruikt voor het ontmantelen van kernkoppen onder bilaterale verdragen en een ander gedeelte werd gebruikt voor de verbetering van de veiligheid en voor de training van personeel in Russische nucleaire instellingen. Dit zou een van de redenen kunnen zijn dat nucleaire incidenten tot op heden zijn uitgebleven, aangezien er veel vraag is naar atoomwapens bij criminele groepen en terroristen.
In september 2024 kondigde president Poetin aan dat de nucleare doctrine wordt aangescherpt: Rusland overweegt voortaan om nucleaire wapens in te zetten, als het wordt aangevallen door een land dat door een nucleaire grootmacht wordt gesteund. De uitspraak houdt wellicht verband met de Russisch-Oekraïense Oorlog, meer bepaald de voorgenomen levering aan Oekraïne van langeafstandsbommen zoals de Amerikaanse ATACMS-raketten of Britse Storm Shadows, met een bereik van ongeveer 300 tot 500 kilometer, die doelen diep in Rusland zouden kunnen treffen. Op 19 november 2024 tekende president Poetin het betreffende decreet.

## Uitdagingen en problemen
Sinds het ontstaan van het nieuwe Rusland probeert Rusland zijn strijdkrachten om te smeden tot een solide eenheid van strijdkrachten uit wat er is overgebleven van de vroegere Sovjetstrijdkrachten. Een nieuwe Russische militaire doctrine, die werd bekendgemaakt in november 1993, erkent de samentrekking van Sovjetstrijdkrachten in een regionale militaire macht zonder wereldwijde imperiale ambities. De doctrine roept hierbij op tot een Russische militaire macht die kleiner, lichter, meer mobiel, een hogere graad van professionaliteit heeft en met het vermogen tot een grotere snellere inzetbaarheid.
Dit bleek echter een moeilijke omschakeling; want al heeft Rusland dan geen wereldwijde ambities meer, de omvang van zijn landsgrenzen maakt zelfs een defensieve instelling een gigantische onderneming. Na 1991 zijn Russische troepen alleen gestationeerd geweest in verschillende landen en gebieden, die daarvoor onder de Sovjet-Unie vielen en waar het onrustig was. Voorbeelden vormen Transnistrië, Abchazië, Zuid-Ossetië en Tadzjikistan. De uitdagingen van het doorvoeren van hervormingen en het moderniseren van de strijdkrachten zijn versterkt door de moeilijke economische omstandigheden in Rusland, die zorgden voor minder overheidsuitgaven voor defensie. Dit leidde tot minder training, vermindering van loon, extreme tekorten voor sociale zekerheden voor militair personeel, wat weer leidde tot een constante verlaging van het moreel, vermindering van de cohesie en de strijdeffectiviteit van de strijdkrachten.
Een bekend probleem vormt de dedovsjtsjina, een systeem van onderdrukking van eerstejaars dienstplichtigen in de Russische Strijdkrachten, MVD en grenstroepen door laatstejaars, wat soms leidt tot de dood. De dedovsjtsjina wordt gezien als een belangrijke oorzaak van het lage moreel. Sinds de dienstplichthervormingen van 2011 is het fenomeen van dedovsjtsjina verminderd. Dit komt doordat de dienstplichttijd is verlaagd naar één jaar en daardoor alleen dienstplichtigen van maar één groep tegelijkertijd dienen. Toch vinden bij tijd en wijle nog steeds dodelijke incidenten plaats.
Een van de meer onorthodoxe manieren waarop de toeziende autoriteiten geprobeerd hebben om het moreel wat op te vijzelen en de slechte omstandigheden wat te doen vergeten, is het houden van een jaarlijkse schoonheidswedstrijd waarin vrouwelijke soldaten vechten om de titel van "Miss Russisch Leger".